# Giuseppe Bruno (photographe)
Pour les articles homonymes, voir Bruno et Giuseppe Bruno.
Giuseppe Bruno, né à Capizzi en 1836 et mort à Taormine en 1904, est un photographe italien, actif à Taormine et en Sicile.

## Biographie
Ingénieur de formation, Giuseppe Bruno épouse une femme fortunée de Capizzi et vit de ses rentes ; il se consacre à sa passion, la photographie, qui est encore un art nouveau, complexe sur le plan technique ; Bruno aime expérimenter les techniques de tirage des images et s'autoproclame « photographe chimique ».
Giuseppe Bruno est surtout connu pour des photographies des paysages et des monuments de Taormine et de sa région.
Il a été l'un des photographes qui ont formé Wilhelm von Gloeden  lorsque celui-ci, pour soigner sa tuberculose, s'installe en 1878, sur le conseil de son médecin, à Taormine.

## Galerie

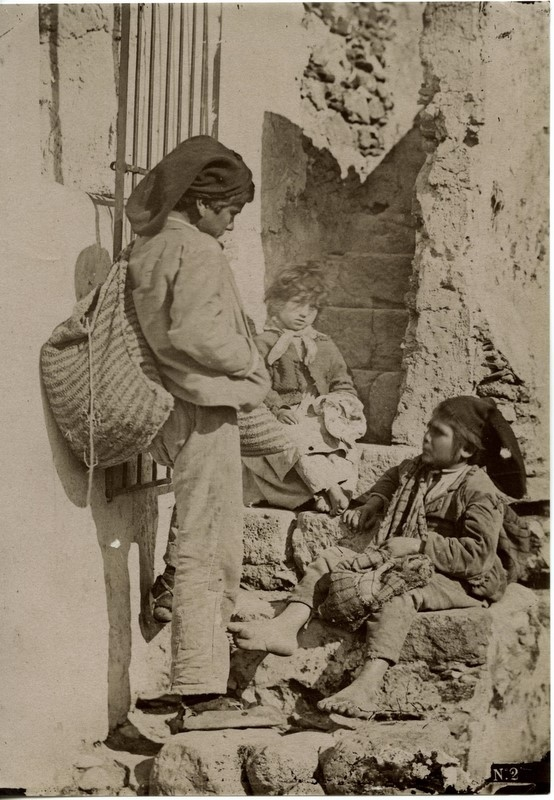
Enfants sur un escalier à Limina, vers 1880.
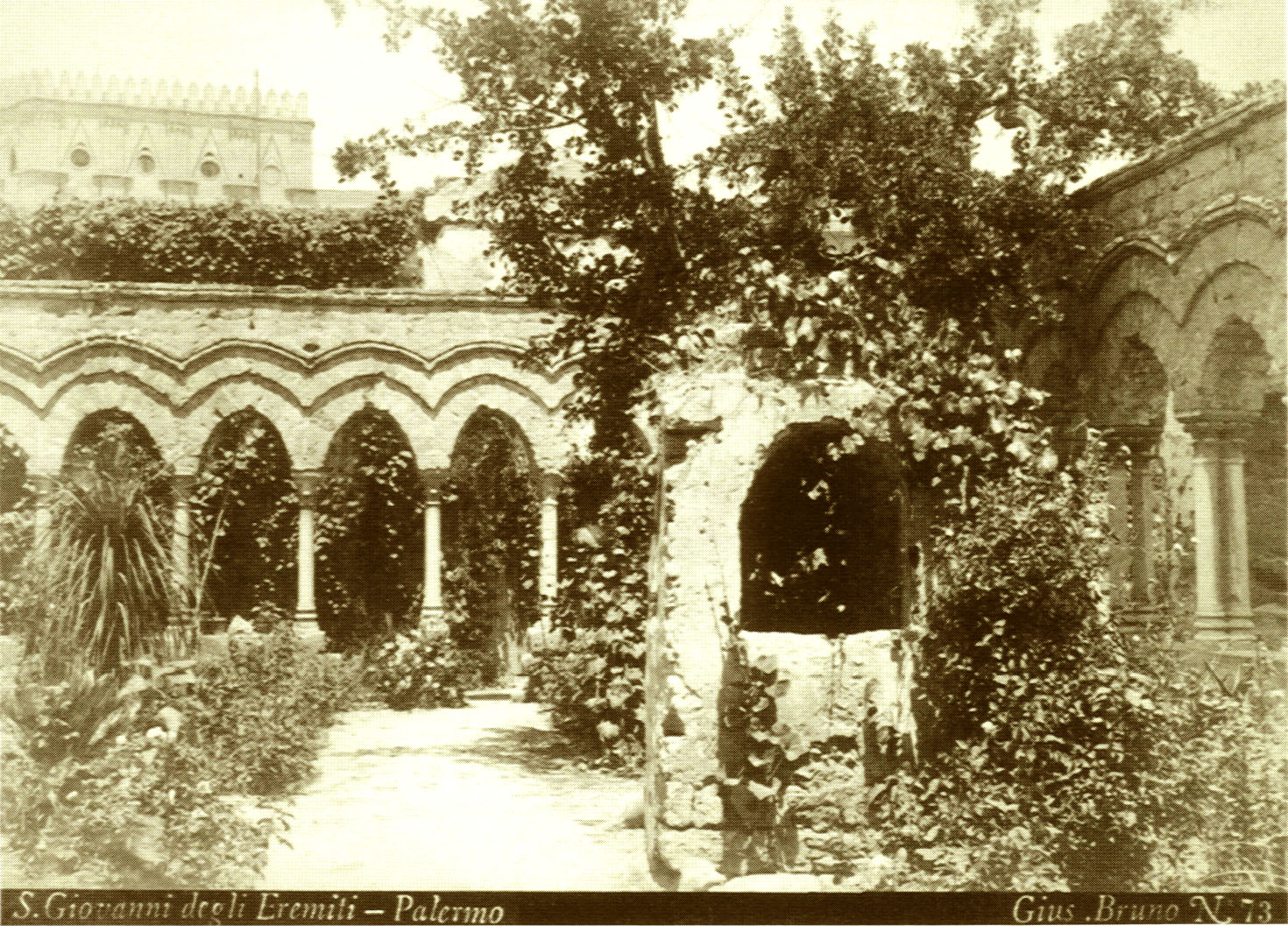
Église Saint-Jean-des-Ermites à Palerme, vers 1880.
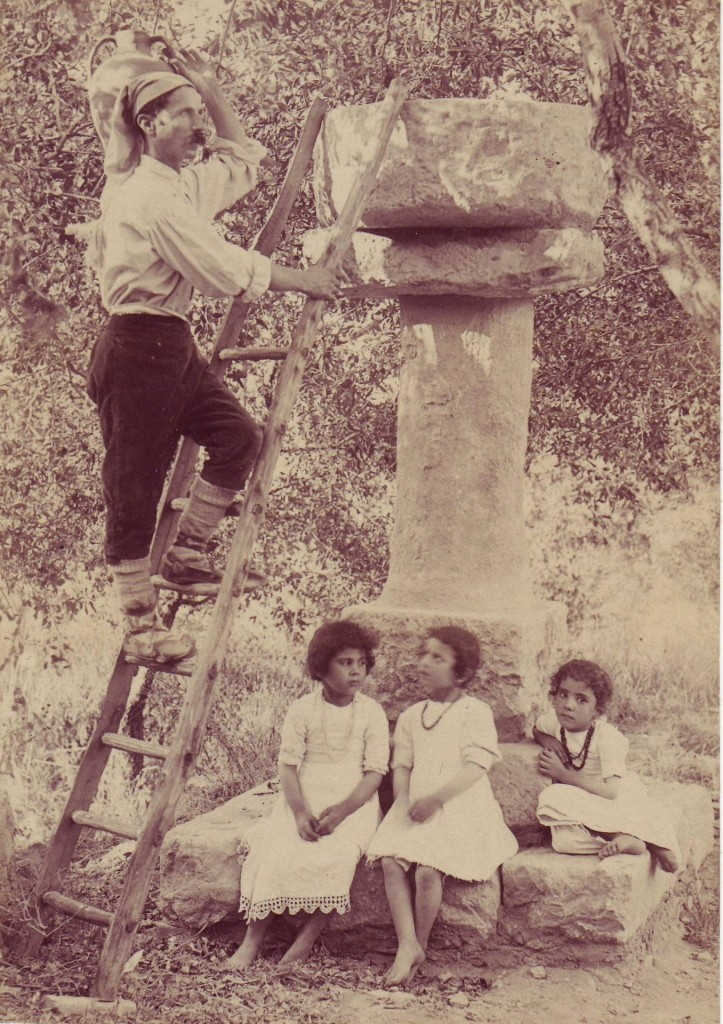
Paysans siciliens, vers 1880.
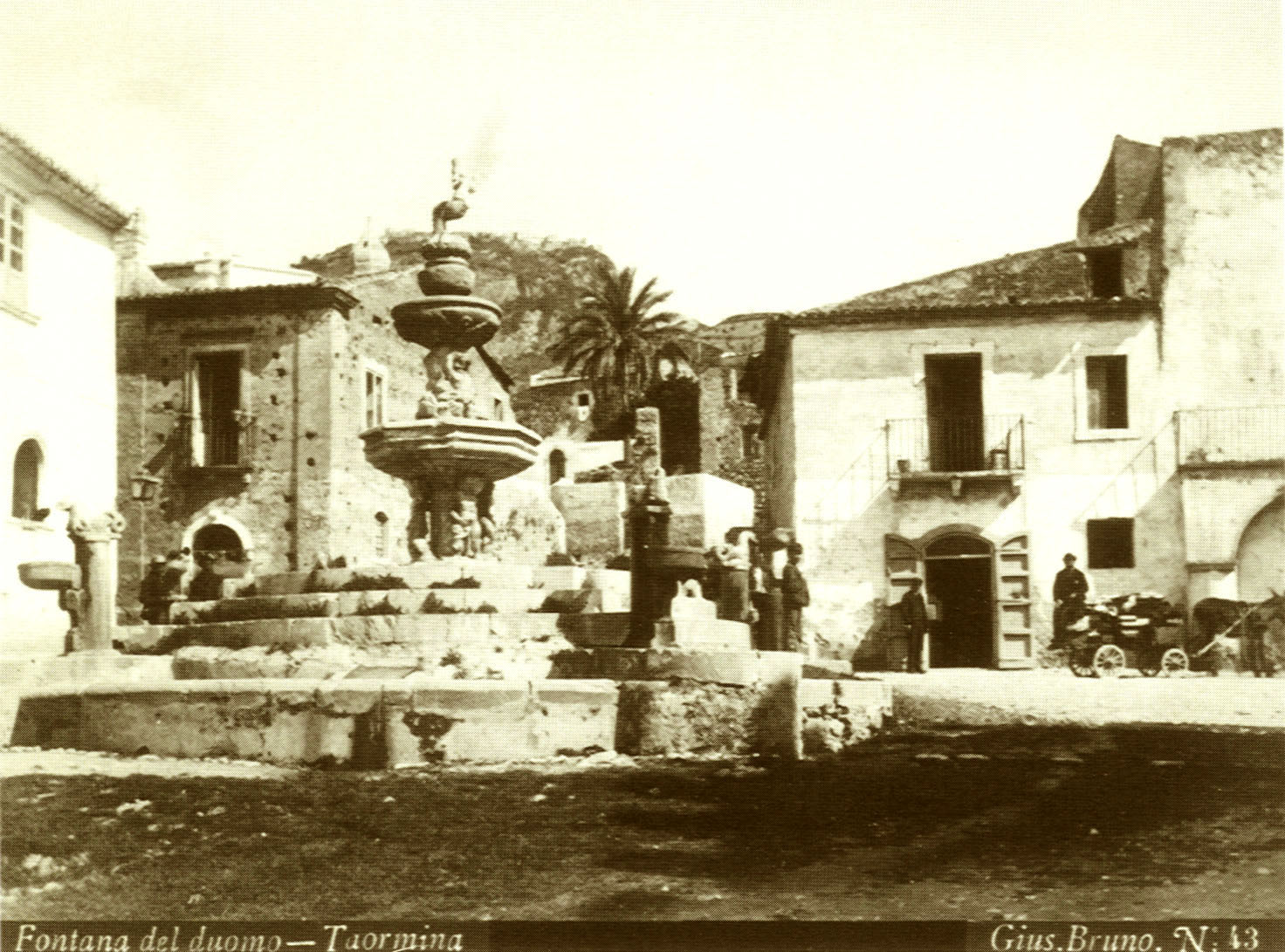
Fontaine sur la place de la cathédrale à Taormine, vers 1880.
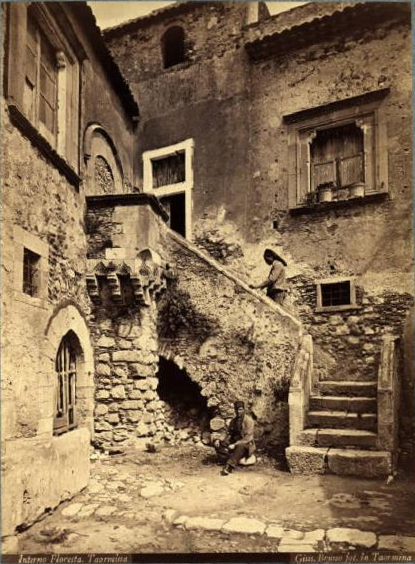
Cour intérieure de la maison La Floresta à Taormine, vers 1880.
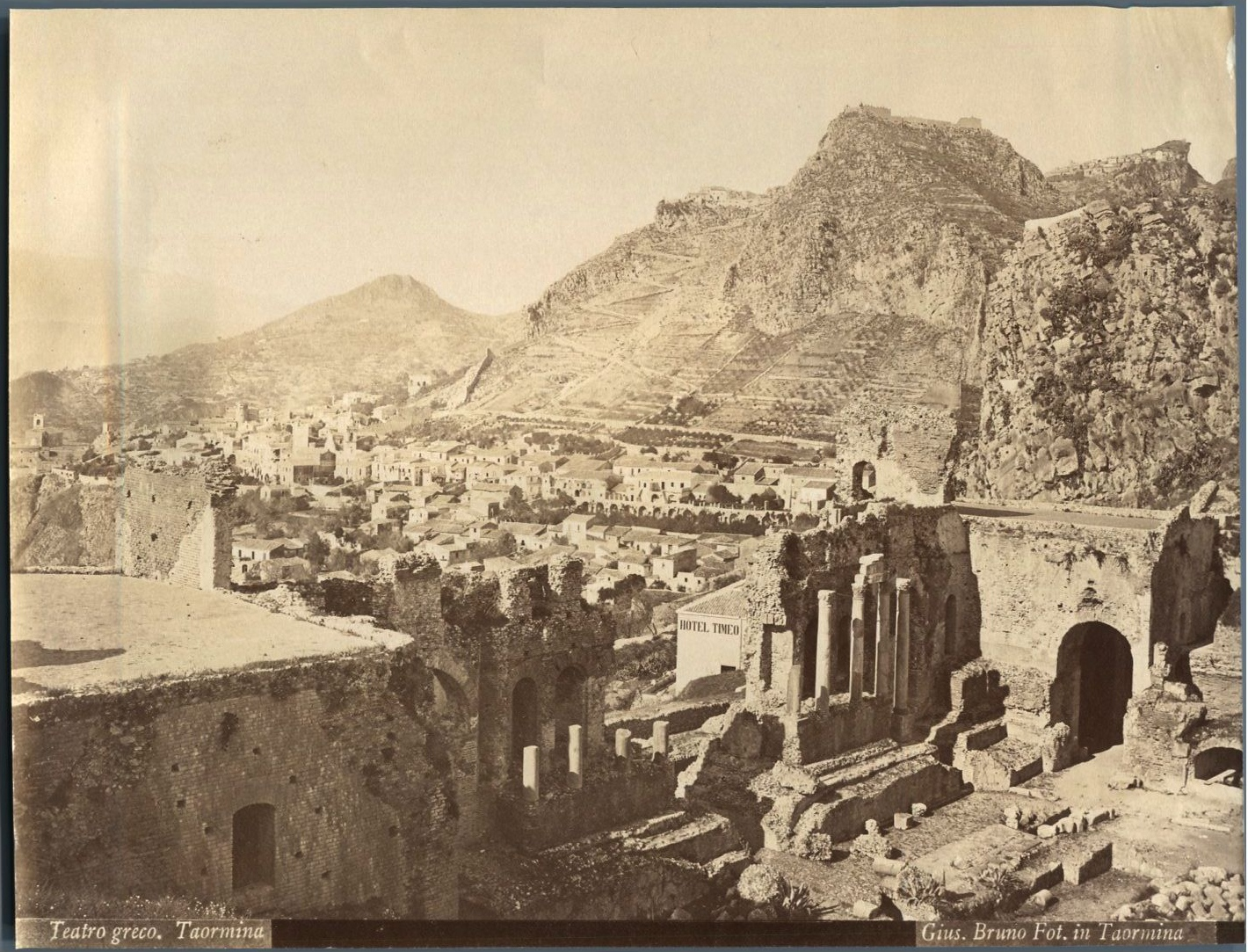
Théâtre de Taormine, vue sur la scène, vers 1890.
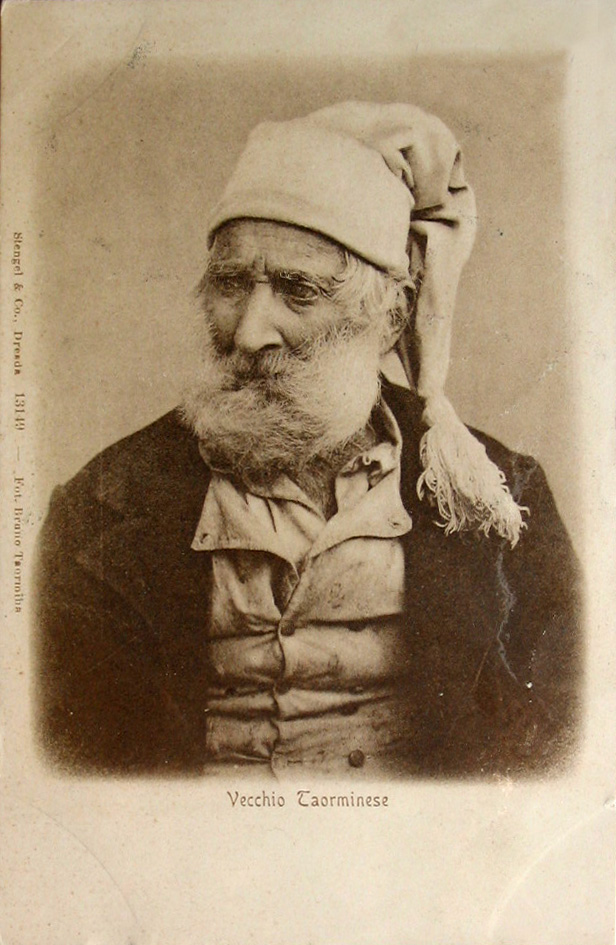
Un vieillard de Taormine ; édité en carte postale, vers 1890.
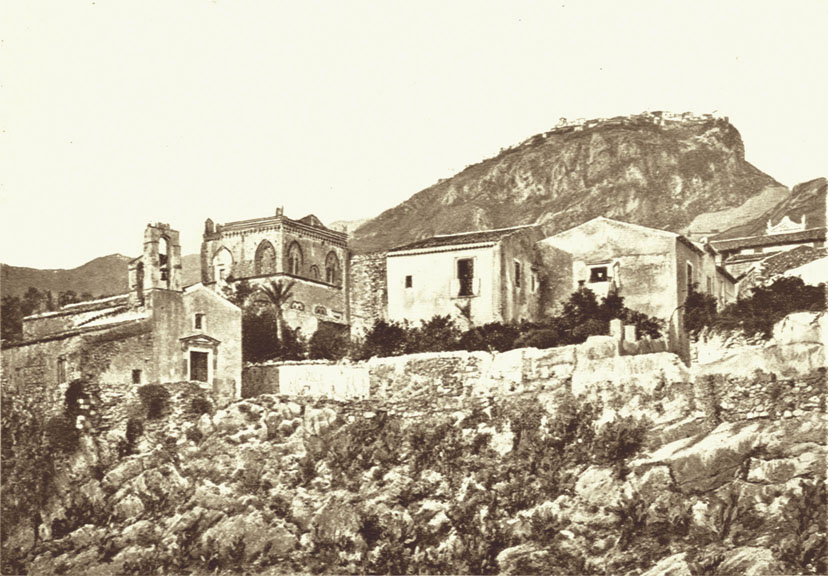
L'église San Michele et le Palazzo Duchi di Santo Stefano à Taormine, avec Castelmola à l'arrière-plan, vers 1885-1890.
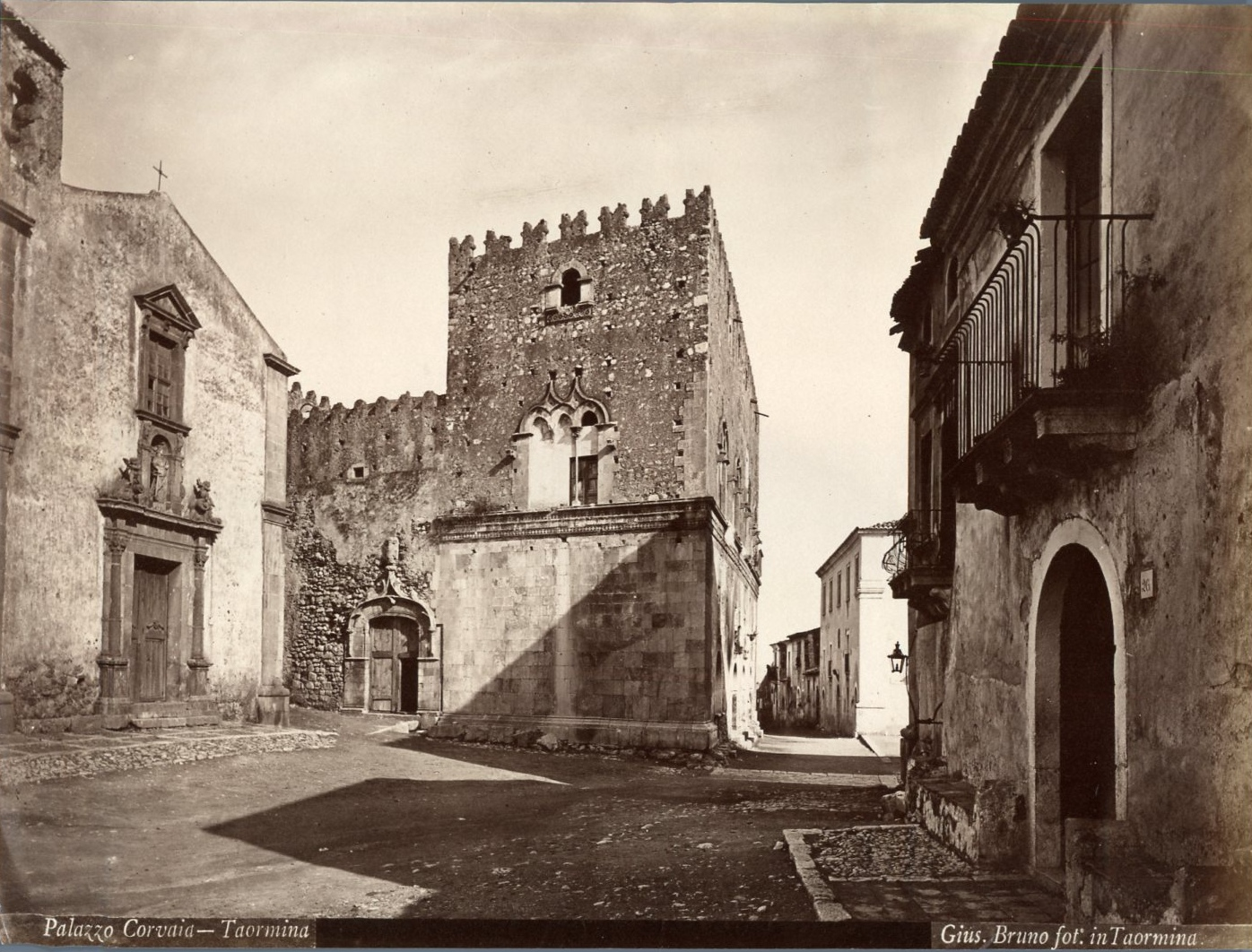
Palazzo Corvaja à Taormine, vers 1890.

## Référence
- (it) Cet article est partiellement ou en totalité issu de l’article de Wikipédia en italien intitulé « Giuseppe Bruno (fotografo) » (voir la liste des auteurs).

1. ↑  (it) Vincenzo Mirisola et Giuseppe Vanzella, Sicilia Mitica Arcadia. Von Gloeden e la "Scuola" di Taormina, Palerme, Edizioni Gente di fotografia, 2004, p. 19-21.